# Chinesische Nationalspiele
Die Chinesischen Nationalspiele, später Nationalspiele der Volksrepublik China (chinesisch 中華人民共和國全國運動會 / 中华人民共和国全国运动会, Pinyin Zhōnghuá Rénmín Gònghéguó Quánguó Yùndònghuì) sind eine Multisportveranstaltung in China. Sie sind nicht zu verwechseln mit den All-Chinesischen Spielen für nichtolympische Sportarten.

## Auflagen

### Chinesische Nationalspiele
| Jahr | Nr. | Datum | Austragungsort | Sportler (Delegationen) |
| ---- | --- | ----- | -------------- | ----------------------- |
| 1910 | I   |       | Nanjing        |                         |
| 1914 | II  |       | Peking         |                         |
| 1924 | III |       | Wuchang        |                         |
| 1930 | IV  |       | Hangzhou       |                         |
| 1933 | V   |       | Nanjing        |                         |
| 1935 | VI  |       | Shanghai       |                         |
| 1948 | VII |       | Shanghai       |                         |

### Nationalspiele der Volksrepublik China
| Jahr | Nr.  | Datum               | Austragungsort             | Sportler (Delegationen) |
| ---- | ---- | ------------------- | -------------------------- | ----------------------- |
| 1959 | I    | 13. Sep. – 3. Okt.  | Peking                     | 10658 (29)              |
| 1965 | II   | 11. – 28. September | Peking                     | 5922 (30)               |
| 1975 | III  | 12. – 28. Sep.      | Peking                     | 12497 (31)              |
| 1979 | IV   | 15. – 30. Sep.      | Peking                     | 15189 (31)              |
| 1983 | V    | 18. Sep. – 1. Okt.  | Shanghai                   | 8943 (31)               |
| 1987 | VI   | 20. Nov. – 5. Dez.  | Guangzhou (Guangdong)      | 12400 (36)              |
| 1993 | VII  | 15. Aug. – 19. Sep. | Peking/Sichuan/Qinhuangdao | 4228 (45)               |
| 1997 | VIII | 12. – 24. Okt,      | Shanghai                   | 7647 (46)               |
| 2001 | IX   | 11. – 25. Nov.      | Guangzhou (Guangdong)      | 8608 (45)               |
| 2005 | X    | 9. – 23. Okt.       | Jiangsu (Nanjing)          | 9986 (46)               |
| 2009 | XI   | 16. – 28. Okt.      | Shandong (Jinan)           | 10991 (46)              |
| 2013 | XII  | 31. Aug. – 12. Sep. | Liaoning (Shenyang)        | 9770 (39)               |
| 2017 | XIII | 27. Aug. – 8. Sep.  | Tianjin                    | 8478 (38)               |
| 2021 | XIV  | 15. – 27. Sep.      | Xi’an (Shaanxi)            | 12000+                  |
| 2025 | XV   | 9. – 21. Nov.       | Guangdong, Hongkong, Macau | –                       |